# تپه قاری مزرعه سی
تپه قاری مزرعه سی مربوط به هزاره اول قبل از میلاد است و در شهرستان مشگین‌شهر، بخش مراردلو، دهستان ارشق غربی روستای قاری مزرعه سی واقع شده و این اثر در تاریخ ۲۶ اسفند ۱۳۸۷ با شمارهٔ ثبت ۲۵۸۱۷ به‌عنوان یکی از آثار ملی ایران به ثبت رسیده است.